# Rasta Knast
Rasta Knast ist eine deutsche Punkband, die Anfang 1997 in Celle gegründet wurde.

## Geschichte
Die beiden Gründer Martin K. und Andreas Höhn entdeckten ihre Vorliebe für Schwedenpunk und nahmen innerhalb von zwei Tagen die EP Prøbegepøgt mit drei Asta-Kask-Coversongs und einer eigenen Nummer auf. Danach wurde aus dem Projekt eine Band – zunächst noch mit den Ex-Mitgliedern von Wonderprick, Holger und Martin, später mit Carsten als Schlagzeuger und Konrad Kittner (ehemals Abstürzende Brieftauben) am Bass.
Das Debütalbum mit dem Titel Legal Kriminal wurde im Januar 1998 ebenfalls wie bei der EP noch zu zweit aufgenommen, mit Martin K. an Gitarre, Bass, Schlagzeug und als Sänger und Andreas Höhn als Gitarrist und Sänger. Konrad Kittner sang auf dem Album bereits einige Chöre ein. Auf der EP waren ebenfalls wieder einige Cover-Versionen älterer Skandinavien-Punk-Songs vertreten. Die Texte dieser Lieder wurden selbst sinngemäß ins Deutsche übertragen.
Im Oktober 1999 erschien das zweite Album Die Katze beißt in Draht. In dieser Zeit wurde Drummer Carsten durch Eric aus Rendsburg ersetzt, welcher im Jahr 2000 die Band wieder verließ.
Im selben Jahr spielten Rasta Knast die EP Turistas alemanes asesin@s ein, auf der zusammen mit drei Gastsängern der Mallorcaos-Punx ausschließlich auf Spanisch gesungen wird. Auf der EP finden sich auch drei Coversongs spanischer Punkbands. Ebenfalls im Jahr 2000 kam Phill (Ex-Antikörper) als Schlagzeuger hinzu. Als Konrad Kittner aus gesundheitlichen Gründen die Band verlassen musste, löste sich die Band im Sommer 2000 erstmals auf.
Kurze Zeit später machte Martin K. mit Florentin (Ex-The-Annoyed) an zweiter Gitarre und Gesang und Thomas „Cpt. Planlos“ (Leistungsgruppe Maulich) als Bassist weiter. Die folgende Split-EP Varning! mit den Schweden Troublemakers wurde die erste Veröffentlichung in dieser neuen Besetzung.
In der gleichen Besetzung wurde im Jahr 2001 auch die dritte Langspielplatte Bandera Pirata eingespielt, diesmal mit zwei Coversongs von Bands aus dem lateinamerikanischen Raum. Die Split-LP/CD Marcas da revolta mit den brasilianischen Hardcore-Punks Agrotóxico wurde ebenfalls 2002 aufgenommen und kam 2003 auf den Markt. Es handelt sich um ein reines Coveralbum.
Im Herbst 2003 folgte die Split-EP Kanpai mit der japanischen Punk-Band Crispy Nuts  wiederum mit veränderter Besetzung: Florentin war ausgestiegen, für ihn stieg Ex-Hass-Frontmann Peter ein. Nach einer Brasilien-Tour 2004 löste sich die Band ein zweites Mal auf.
Mittlerweile hatte auch Bassist Thomas die Band verlassen. Im Juni 2005 ging es mit Fratz, dem Labelinhaber von Hulk Räckorz als neuem Bassisten weiter. Im September 2006 trennten sich Rasta Knast wieder von Fratz. Alex Schwers von RodeoRock Produktion sprang für einige Gigs vorübergehend als Bassist ein und wurde Mitte 2007 von Atti (Kasa, exWKA) abgelöst.
Kurz darauf erschien 2007 das fünfte Album Live in São Paulo.
Wegen der zu großen Entfernungen (Celle, Hamburg und mittlerweile auch Prag) musste man sich im Juni 2008 von Peter und Phill verabschieden, wobei Peter weiterhin „labeltechnisch“ für die Band tätig war. Nahtlos ging es allerdings mit Dom (Mighty Mopped) am Bass und Ballo (Ex-Gashebel, Ex-Kommando-Kap-Hoorn) am Schlagzeug weiter, Atti spielte fortan die zweite Gitarre. Ballo verließ die Band jedoch im Sommer 2010, aktueller Schlagzeuger ist Nils (Reset//Mankind, Ex-Kollateral, Ex-Not Really).
Die Band absolvierte neben Auftritten in Deutschland unter anderem Touren in Schweden, Norwegen, Brasilien, Japan, England, Irland, Russland und Spanien. Zwischenzeitlich hatte die Band ihr eigenes Label Varning! För Punk Records gegründet und betrieben.
Im Januar 2009 erschien die länger angekündigte EP Friede, Freude, Untergang.
2010 folgte (nun auf Destiny Records) anlässlich des 13-jährigen Bestehens mit Tertius Decimus eine Compilation, welche verschiedene Stücke aus allen Phasen der Bandhistorie beinhaltete und die teilweise neu eingespielt wurden.
Am 20. Juli 2012 erschien das vierte Album Trallblut, dessen Name sich vom Subgenre des Trallpunks ableitet, als LP und CD.

## Diskografie

### Alben
- Prøbegepøgt (EP, 1997)
- Legal Kriminal (Mini-LP/CD, 1998/1999)
- Die Katze beißt in Draht (LP/CD, 1999)
- Turistas alemanes asesin@s (EP, 2000)
- Varning! (Split-EP mit Troublemakers, 2000)
- Bandera Pirata (LP/CD, 2001)
- Marcas da revolta (Split-LP/CD mit Agrotóxico, 2003)
- Kanpai (Split-EP mit Crispy Nuts, 2003)
- Live in São Paulo (CD, 2007)
- Friede, Freude, Untergang (EP/MCD, 2008/2009)
- Tertius Decimus (CD 2010)
- Trallblut (LP/CD, 2012)

### Sampler
- Sicher gibt es bessere Zeiten Vol. 6 (1997 Höhnie Records),
- Punk Christmas Vol. 2 (1997 Nasty Vinyl),
- Deutschpunk Kampflieder Vol. 2 (1998 AGR),
- BRD Punk Terror Vol. 2 (1998 Nasty Vinyl),
- Blitzkrieg over you! (Ramones-Tribut) (1998 Nasty Vinyl),
- Mia san ned Marionetz (Tribut-Comp.) (1999 HöhNIE Records),
- Äggröran Vol. IV (1999 Ägg Rec.SW),
- Definitivt 50 spänn Vol.8 (1999 Birdnest,SW),
- Röjarskivan Vol. IV (2000 Ägg Rec.SW),
- Partisanen Vol. 5 (2000 Day-Glo Records),
- Definitivt 50 spänn Vol. 9 (2000 Birdnest,SW),
- Nasty Vinyl Sucks (2002 Nasty Vinyl),
- BRD Punk Terror Vol. 4 (2002 Nasty Vinyl),
- Punk Rock BRD (2003 Weird System),
- Peace Attack Vol. 2 (2003 Impact Records),
- Labelsampler "Leben Lachen Kämpfen" (2004 Plastic Bomb),
- Punk Rock BRD Vol. II 2004 (Weird System)
- BRD Punk Terror Vol. 5 (2006 SPV)